# 名鉄トヨタホテル
名鉄トヨタホテル（めいてつトヨタホテル）は、愛知県豊田市の名鉄三河線・豊田線 豊田市駅前にあるシティホテル並びにその運営会社（株式会社名鉄トヨタホテル）。

## 概要
1995年（平成7年）、豊田市駅東地区再開発事業の一環として建設された複合商業施設「ギャザ」内に開業した。1階がフロント、6階から8階までがレストランや、宴会場、結婚式場など、8階から12階が客室となっている。客室数は99室。豊田市内で、日本ホテル協会加盟であるのは同ホテルとホテルトヨタキャッスルだけである。
株式会社名鉄トヨタホテルによって運営されており、ホテル以外に豊田市や岡崎市などで施設内レストランを運営している。
ホテル入り口前より中部国際空港行きのバスが発着している。

## 運営施設
- ベルデロッソ（豊田スタジアムレストラン・愛知県豊田市）
- ローレライ（岡崎市竜美丘会館レストラン・愛知県岡崎市）
- 岡崎市奥殿陣屋売店（愛知県岡崎市）
- 岡崎中央総合公園喫茶店（愛知県岡崎市）
- ういず（ジェイテクト企業年金会館レストラン・愛知県刈谷市）
- 浜のやま荘（ジェイテクト健康保険組合保養所・愛知県西尾市）